# Държавен Кремълски дворец
Държавният Кремълски дворец (на руски: Государственный Кремлёвский дворец) е сграда за събития в Московския Кремъл. Построена е през 1961 г., което я прави най-младата структура на територията на Кремъл. Сградата е проектирана от архитектите Михаил Посохин, Ашот Мндоянч, Евгений Стамо, Павел Щелер, Николай Щепетилников и инженерите Г. Лвов, А. Кондратиев, С. Школников и Т. Мелик-Аракелян. 
Държавният Кремълски дворец не трябва да се бърка с Големия Кремълски дворец, завършен през 1849 г. и някога служещ като резиденция на руските царе.

## Общо описание
Сградата се намира в непосредствена близост до кулата „Троица“ на Московския Кремъл, където се намира и единият от двата входа за посетители на крепостта. Ако влезете в Кремъл през този вход, Държавният кремълски дворец е първата сграда, която забелязвате вдясно.
Високата 27 метра основна част на сградата има проста правоъгълна форма; фасадите са проектирани главно от стъкло и бял мрамор, които трудно могат да бъдат разграничени от бетон, когато се гледат повърхностно. Над главния вход, който се намира точно срещу южната фасада на бившия арсенал, се вижда позлатен модел на руския държавен герб, който заменя държавния герб на Съветския съюз в този момент в началото на 90-те години.
Вътре Държавният кремълски дворец се състои от около 800 стаи, като значителна част от вътрешното пространство се заема от основната зала на горния етаж, която може да побере до 6000 души. Днес тази зала със своите около 450 м² сцена се използва като място за концерти и други представления. Над концертната зала се намира и фестивалната зала, в която могат да останат до 4500 души едновременно. Сутеренните помещения на двореца, които съдържат гардеробни и сервизни помещения, са разположени на няколко етажа с обща височина 16 метра.

## История
Държавният кремълски дворец е построен през 1960-61 г. За да се получи мястото за строеж, сградата на оръжейната сграда, построена през 1809 г., и няколко военни служби и жилищни сгради, построени през 19 век, са разрушени. Първоначално Държавният Кремълски дворец се е наричал Кремълски конгресен дворец (Кремлёвский Дворец Съездов), тъй като е предназначен предимно за провеждане на партийни конгреси на КПСС, които преди това са се провеждали в централната сграда на Големия Кремълски дворец. Новият Конгресен дворец е завършен през октомври 1961 г., навреме за началото на XXII. Партийна конференция. Главният архитект на сградата е Михаил Посохин, който е известен с няколко важни проекта за развитие в Москва през втората половина на 20-ти век (включително небостъргача на площад Кудринская и спортния комплекс Олимпийски).
Дори по съветско време в Конгресния дворец се провеждат концерти и тържества в допълнение към политическите срещи. Известно е преди всичко, че сцената дълго време е била използвана за балетни представления на Болшой театър и че всяка година на Нова година там се е провеждало голямо детско коледно парти („Фестивал на Джолка“) .
След разпадането на Съветския съюз и КПСС първоначалното предназначение на Конгресния дворец вече не съществува. Малко след това е преименуван на Държавен Кремълски дворец и оттогава се използва само за събития. В допълнение към тържества, конференции и изложби, Държавният кремълски дворец наскоро служи, наред с други неща, като място за провеждане на няколко световни първенства по шах, но главно като сцена за особено добре посещавани концерти. Сред международно известните артисти, които са изнасяли концерти в Държавния кремълски дворец, са Патриша Каас, Елтън Джон, Тина Търнър, Стинг, Брайън Адамс, Рей Чарлз, Крис Рия, Скорпиънс и Ерик Клептън. Томас Андерс се появява със и без Модърн Токинг десет пъти до 2009 г., по-често от всеки друг поп изпълнител.